# Centro storico di Napoli
Il centro storico di Napoli rappresenta il primo nucleo storico della città. Esso racchiude quasi tre millenni di storia e risulta essere il più vasto d'Italia e uno dei più vasti d'Europa con i suoi 17 km², ossia il 14,5% dell'intera superficie comunale (117,27 km²); seguito dal centro storico di Roma che copre 14,30 km², cioè la quasi totalità del primo municipio (20 km² ca.), e da quello di Milano (9,67 km²).
Una porzione, pari a 10,21 km², è stata dichiarata patrimonio dell'umanità dall'UNESCO nel 1995, per i suoi eccezionali monumenti, che testimoniano la successione di culture del Mediterraneo e dell'Europa. Nell'intera città storica, che fa riferimento a un territorio più vasto rispetto al centro storico, si riconosce il pregio di una straordinaria concentrazione di punti di interesse: a tal proposito nel 2017 la BBC definì Napoli come «la città italiana con troppa storia da gestire». La particolare unicità del centro storico di Napoli sta nella conservazione quasi totale e nell'uso dell'antico tracciato viario di epoca greca.

## Storia
(Motivazione dell'UNESCO)
Il centro storico di Napoli testimonia l'evoluzione storico-artistica della città, dal suo primo insediamento greco avvenuto nell'VIII secolo a.C. lungo la zona che affaccia sul mare, la rifondazione della stessa città in un'area più interna, costituente il "centro antico", fino alla città barocca di epoca spagnola che ha visto l'apertura verso ovest del nucleo urbano e a quella centro dell'élite culturale ottocentesca, con la fioritura in città di numerose ville nobiliari e borghesi che caratterizzano tutta l'area di Posillipo e del Vomero.
L'area considerata patrimonio dell'UNESCO è estesa per circa 10,21 km² e contiene i seguenti quartieri: Avvocata, Montecalvario, San Giuseppe, Porto, Pendino, Mercato (Municipalità II), Stella, San Carlo all'Arena, (Municipalità III), Chiaia, San Ferdinando, San Lorenzo, Vicarìa e parte delle colline del Vomero e Posillipo.
Il terremoto dell'Irpinia del 1980 danneggiò parte del centro storico e porta alla luce problemi strutturali e sociali (anche antichi) ai quali si decide di porre rimedio anche urbanistico con l'emanazione della legge n. 219/1981, recante disposizioni per la pianificazione e il controllo dell'attività edilizia, azioni sanzionatorie, di recupero e riabilitazione dell'abusivismo. Attualmente, buona parte del centro storico della città versa in condizioni poco idonee e atte alla conservazione, infatti, molte strutture, oltre alle già citate chiese dell'arte (fontane, palazzi, architetture antiche, edicole sacre, ecc.) giacciono in condizioni di estremo abbandono: per far fronte a questa emergenza varie organizzazioni e comitati cittadini stanno cercando di far intervenire l'UNESCO.
Un accordo siglato tra regione Campania, comune e Ministero dei Beni Culturali, ha fatto sì che venissero stanziati nel giugno 2012 dall'Unione europea 100 milioni di euro per eseguire anche lavori di restauro dei monumenti del centro storico più a rischio.

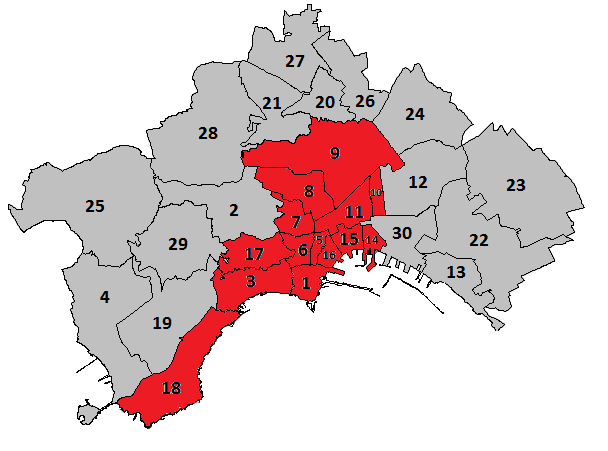
Quartieri facenti parte del Patrimonio dell'umanità

### Il centro antico

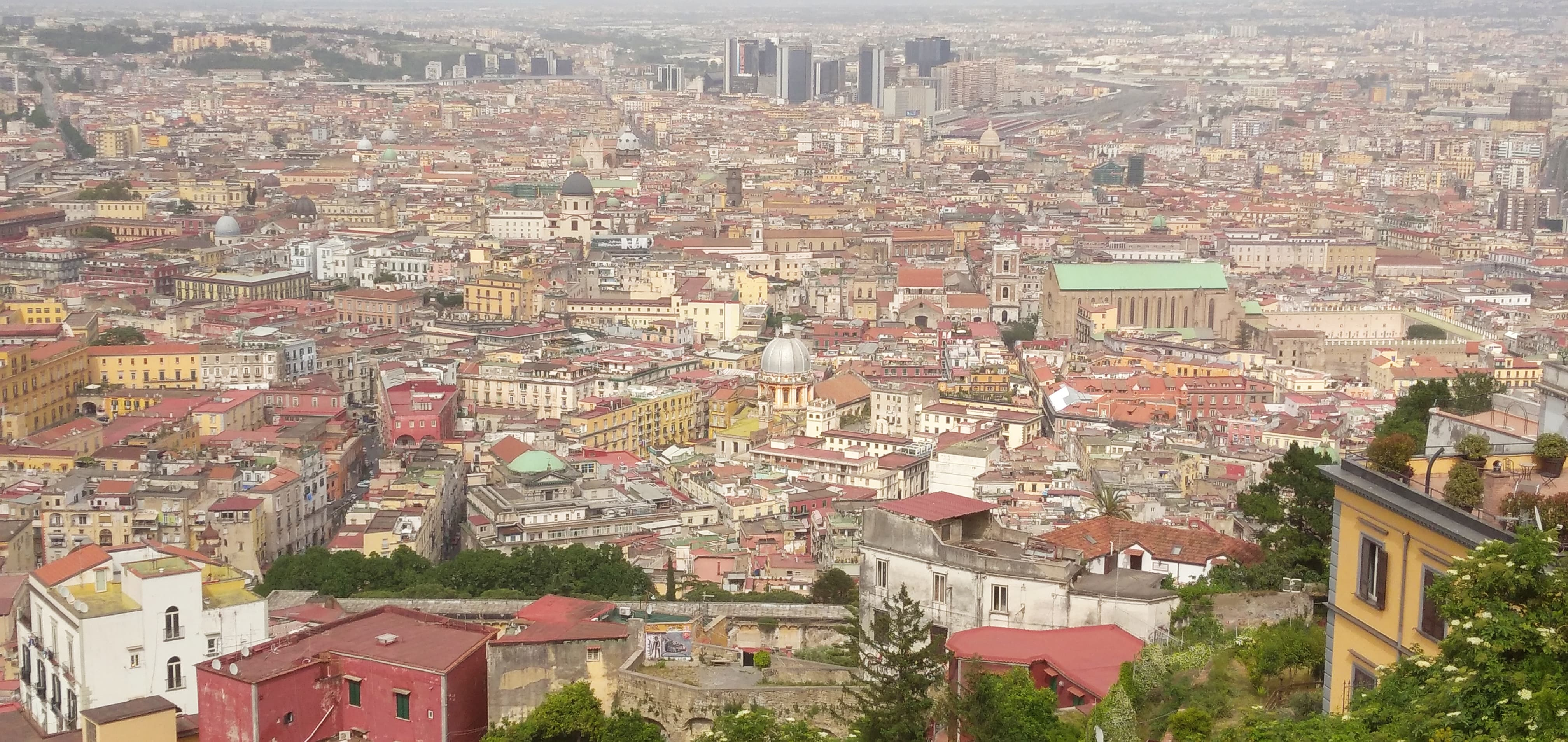
Il centro antico di Napoli, corrispondente alla zona dei decumani

La città ha due veri e propri nuclei antichi originari: il primo è la collina di Pizzofalcone sulla quale nacque la città di Partenope, mentre il secondo è la zona dei decumani di Napoli dove è sorta la successiva Neapolis. In quest'ultimo spazio, in particolare, si sono concentrate tutte le costruzioni avute nel corso dei secoli fino al XVI, con l'apertura verso ovest della città per volere del viceré spagnolo don Pedro de Toledo.
Insistono su questo sito un numero particolarmente elevato di risorse culturali e artistiche: obelischi, monasteri, chiostri, musei, le note vie del presepe, catacombe, scavi archeologici all'aperto e sotterranei con resti romani e greci, compreso il teatro romano, statue e bassorilievi, fregi monumentali, nonché colonne medievali a reggere antichi palazzi storici e molto altro ancora.

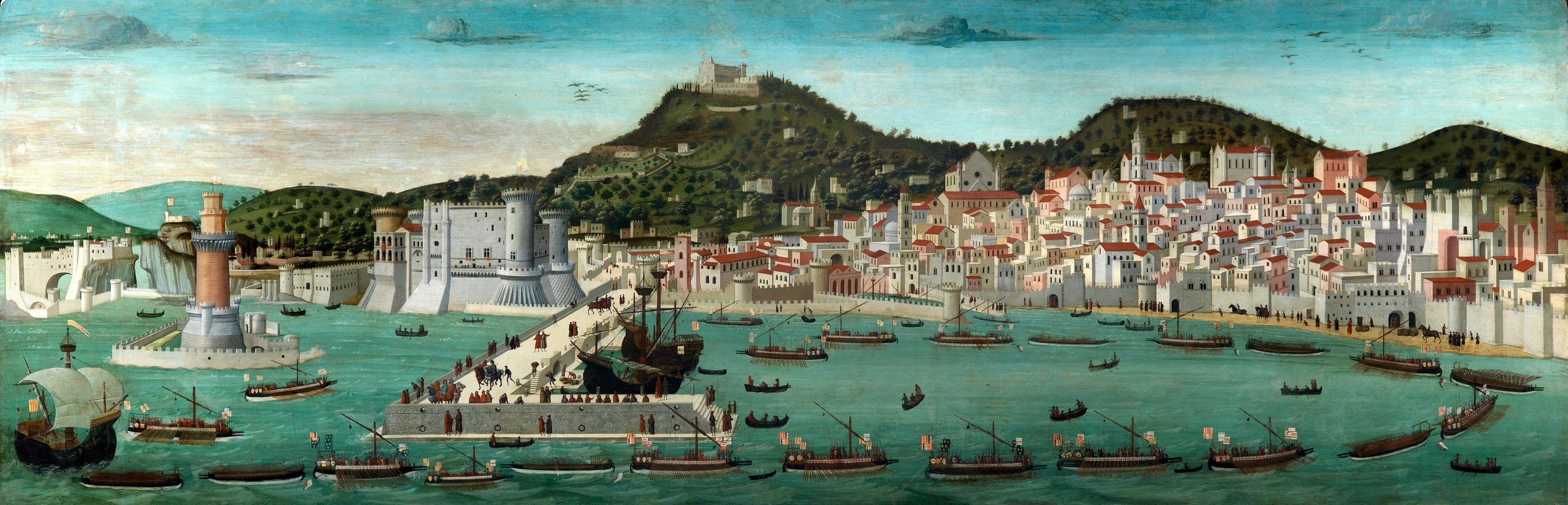
La Tavola Strozzi. Si evidenzia nel XV secolo una Napoli chiusa ancora nell'area antica

Solo il centro antico, che ingloba i quartieri di San Giuseppe, Porto, Pendino, Mercato, San Lorenzo e Vicarìa che, nello specifico, corrispondono pressoché all'area dei decumani di Napoli, vede l'esistenza di più di 200 chiese storiche alle quali sono legate l'attività di esponenti illustri dell'arte italiana. Fra i principali artisti si ricordano Giotto, Caravaggio, Donatello, Giuseppe Sanmartino, Luca Giordano, Cosimo Fanzago, Luigi Vanvitelli, Jusepe de Ribera, Domenichino, Guido Reni, Tino di Camaino, Marco dal Pino, Simone Martini, Mattia Preti e tanti altri.
Durante l'epoca medievale, la città fu divisa in seggi. Questi erano: Capuana, Montagna, Nido, Porto, Portanova e Forcella. In questo contesto la città era chiusa dalla sua cinta muraria oltre la quale vi era il divieto assoluto di edificazione. La caratteristica che contraddistinse il centro antico di Napoli, infatti, è la pressoché preclusione dello sviluppo in estensione della città, favorendo quindi quello "in altezza". La circostanza che la città poggi su terreno tufaceo ha favorito pratiche di sopraelevazione di edifici preesistenti, attingendo il materiale dalle cave sotterranee già utilizzate sin dal primo nascere della città.
Tuttavia, lo spostamento del potere politico al Maschio Angioino, fu un primo impulso per l'aristocrazia locale nel trascinare verso la parte occidentale della città le proprie residenze nobiliari.

### L'apertura a occidente col vicereame spagnolo

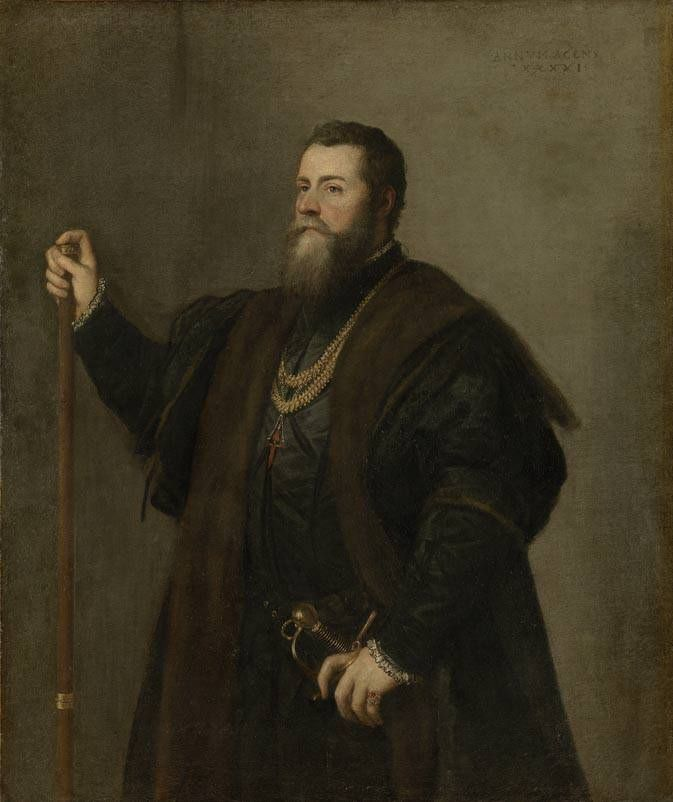
Don Pedro de Toledo

L'ampliamento della città verso occidente, avvenuto nel XVI secolo con don Pedro de Toledo, comporta la nascita dell'attuale "centro storico". Nacquero così i Quartieri Spagnoli, con via Toledo, largo di Palazzo, via Medina fino all'area di Pizzofalcone e Chiaia.
Il palazzo reale, nello specifico, fu motivo di un vero e proprio accaparramento da parte degli aristocratici napoletani e stranieri degli spazi vuoti nascenti lungo la strada che giungeva direttamente alla residenza del viceré, ossia via Toledo.
Queste riforme, determinarono nella città la "riconquista" del mare che, dall'avvento di Partenope e fino ad allora, non fu più utilizzato.

### Le grandi edificazioni del periodo borbonico

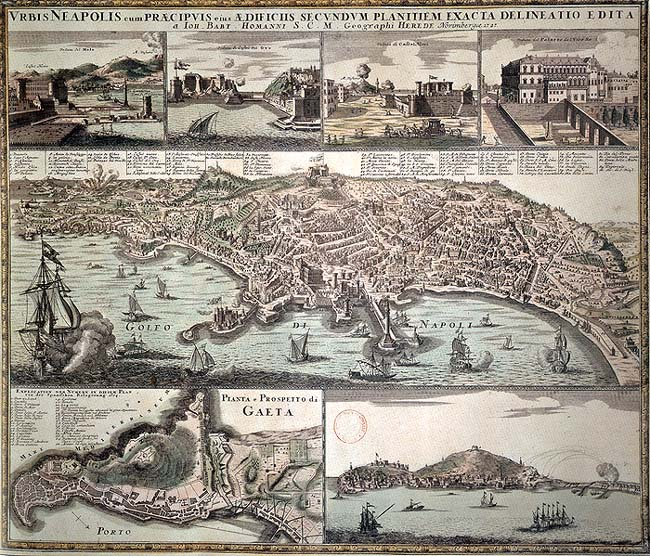
Napoli nel primo quarto del XVIII secolo

Col passaggio dal vicereame spagnolo al regno borbonico, si ha il definitivo salto culturale nella città, la quale divenne meta estrema del Grand Tour europeo.
Napoli matura una propria coscienza illuminista confermandosi grande capitale europea. Nel giro di soli venti anni (dal 1730 al 1750) nascono imponenti edifici simbolo del livello culturale raggiunto: la reggia di Capodimonte, il Real Albergo dei Poveri e il Real Teatro di San Carlo.
Con l'avvento del neoclassicismo di inizio Ottocento (e anche dell'eclettismo di fine secolo), il centro storico si allarga anche all'area di Posillipo e del Vomero, sfruttando questi spazi "nuovi" caratterizzati da vedute paesaggistiche di particolare bellezza e da un ampio spazio naturale circostante. Nascono dunque la villa Floridiana, villa Rosebery e numerose altre importanti ville napoletane.

## Galleria d'immagini

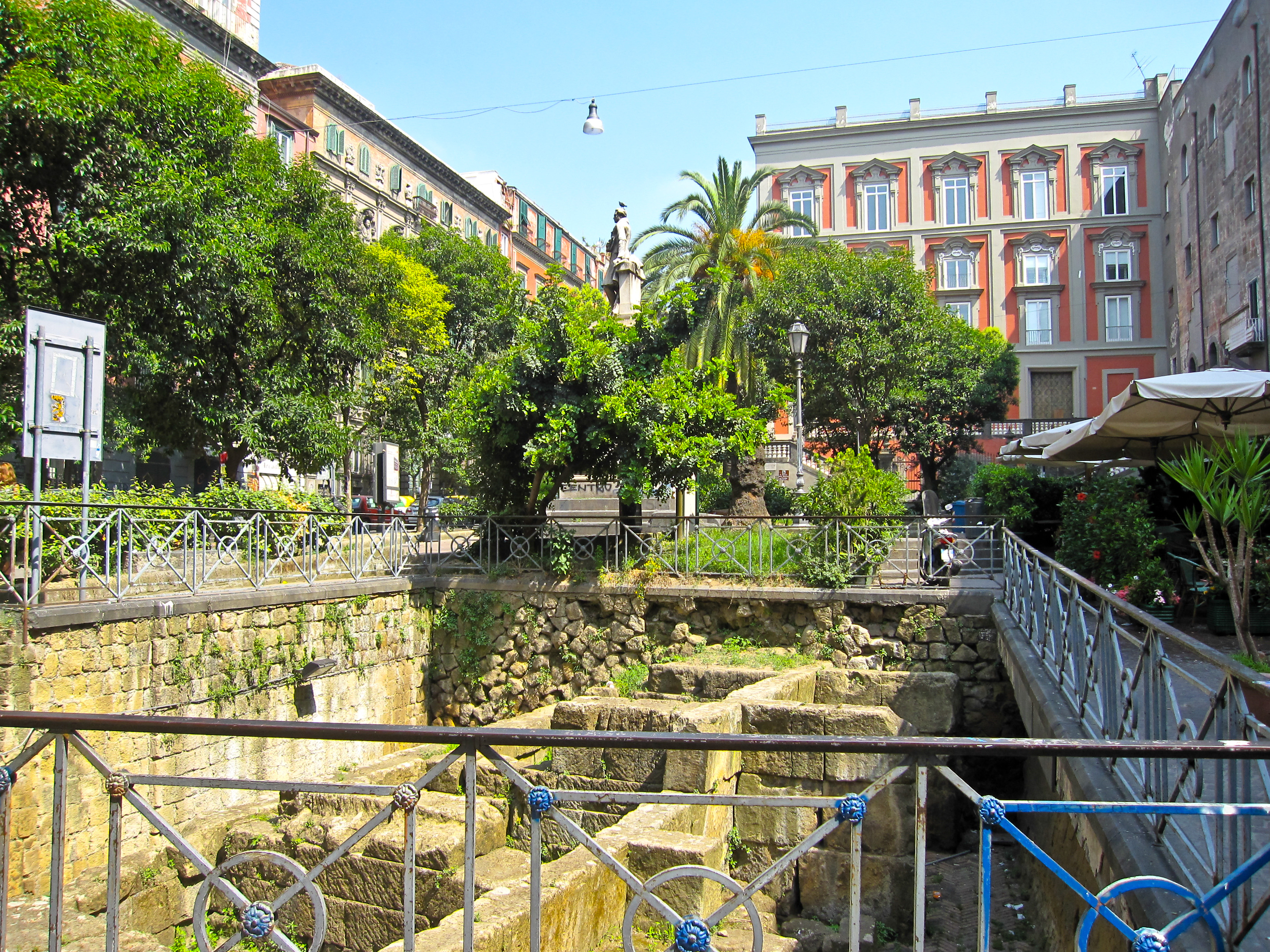
Piazza Bellini
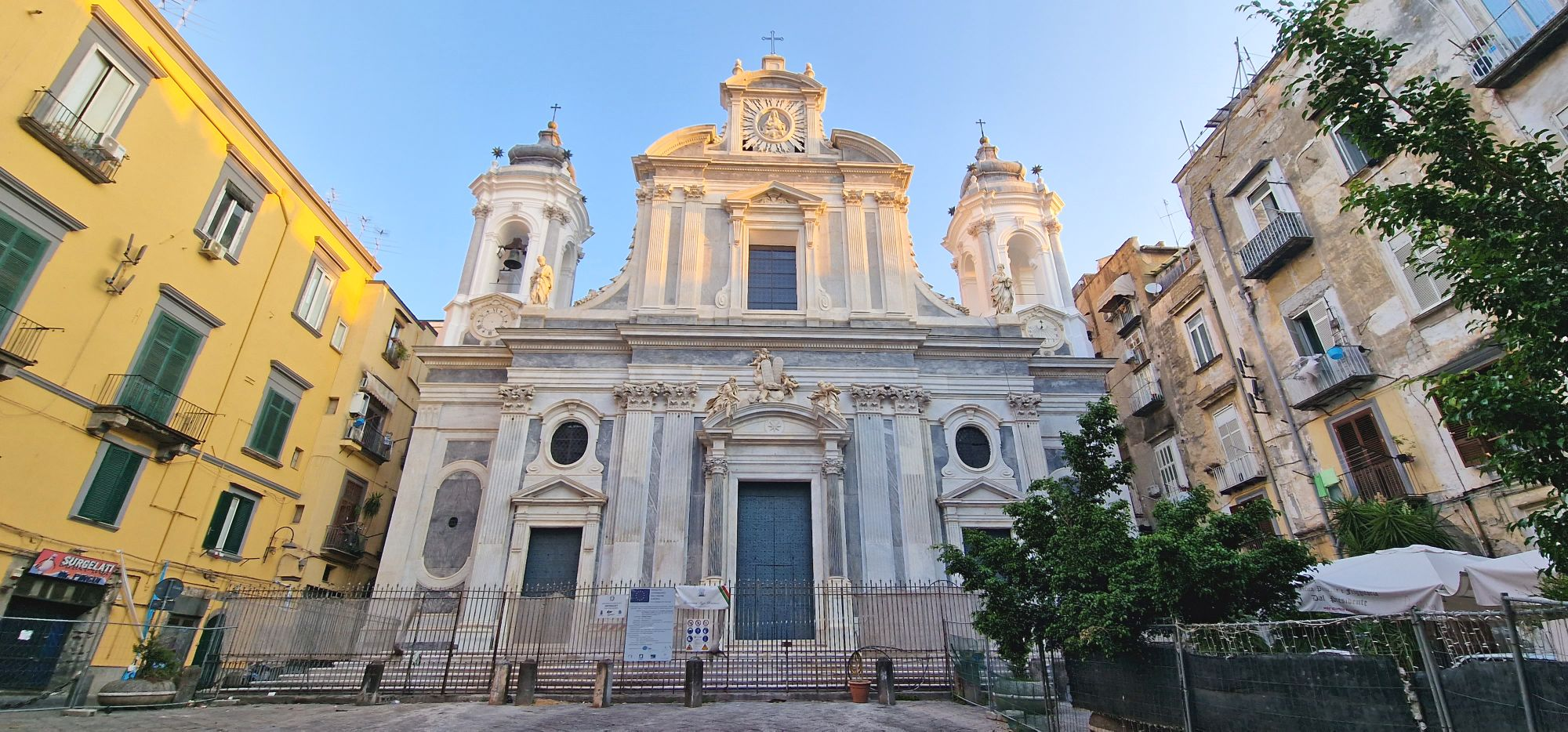
Chiesa dei Girolamini
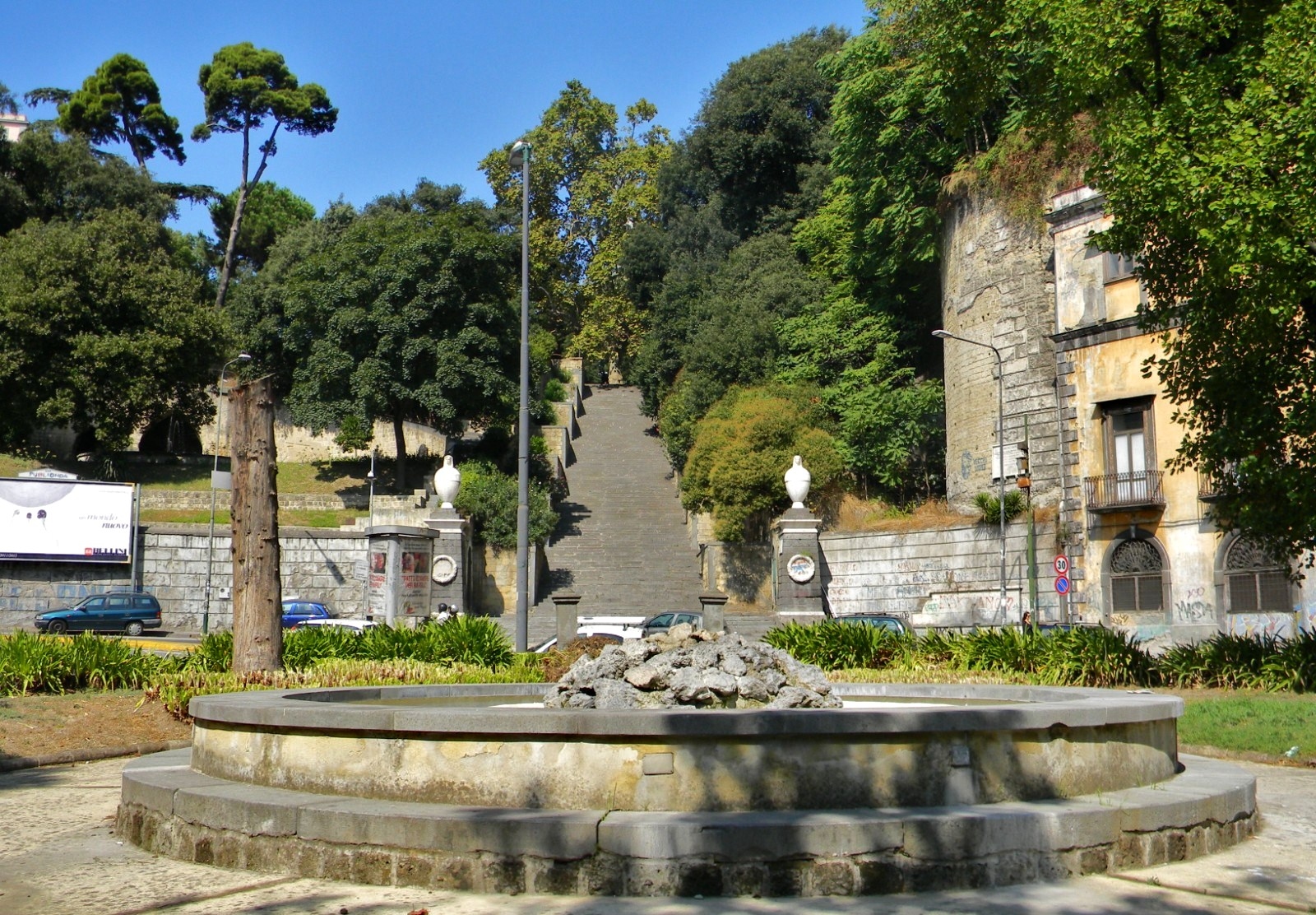
Tondo di Capodimonte
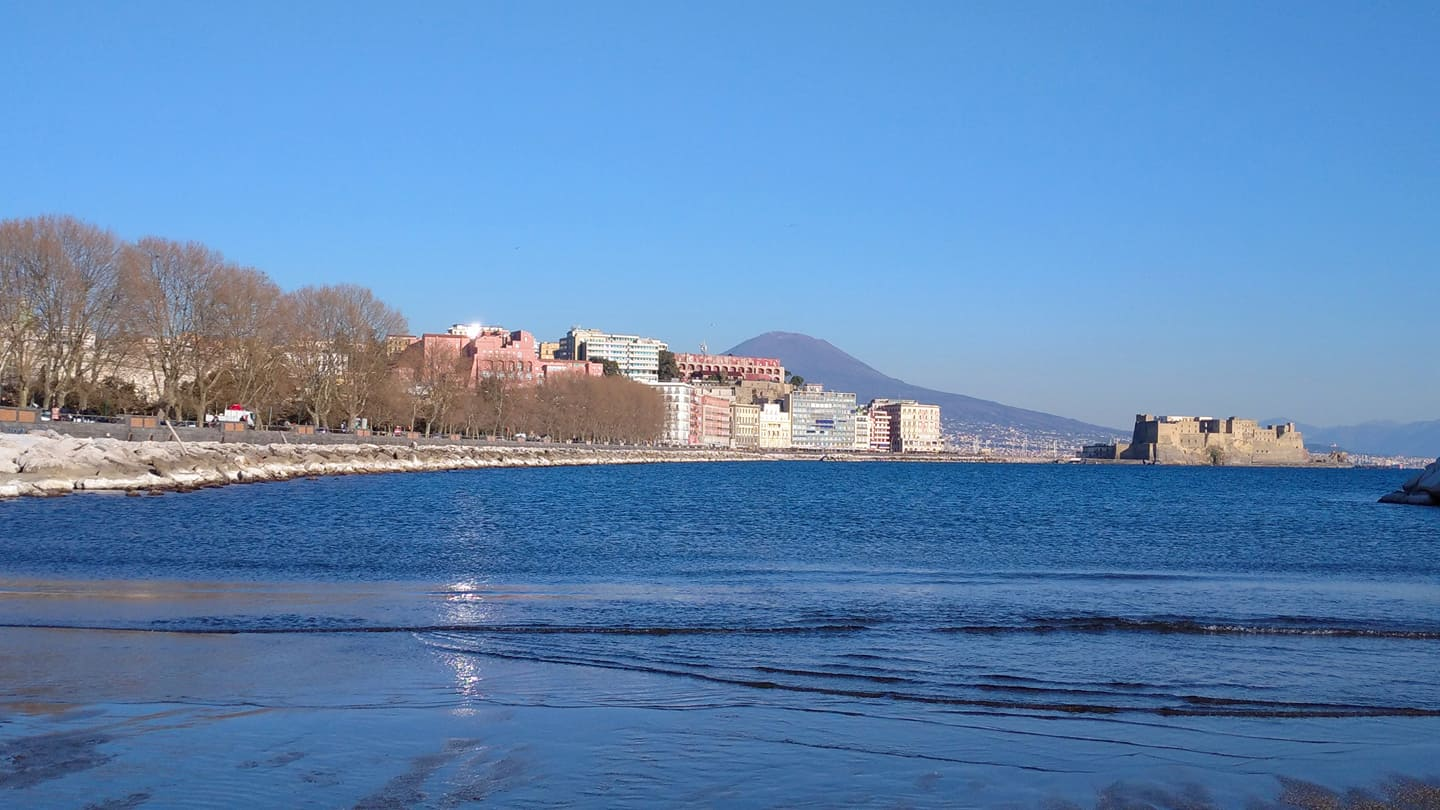
Via Francesco Caracciolo
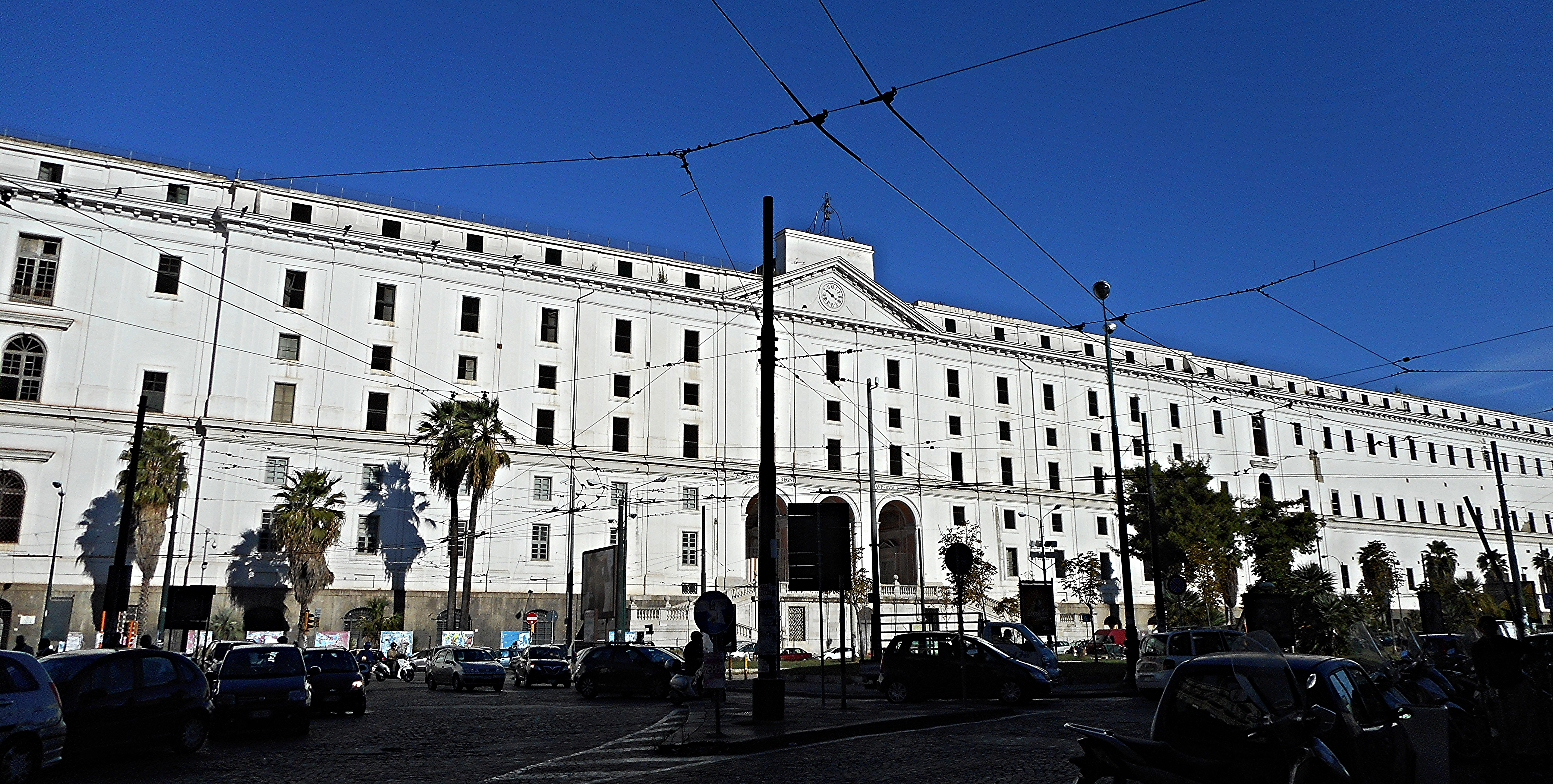
Real Albergo dei Poveri
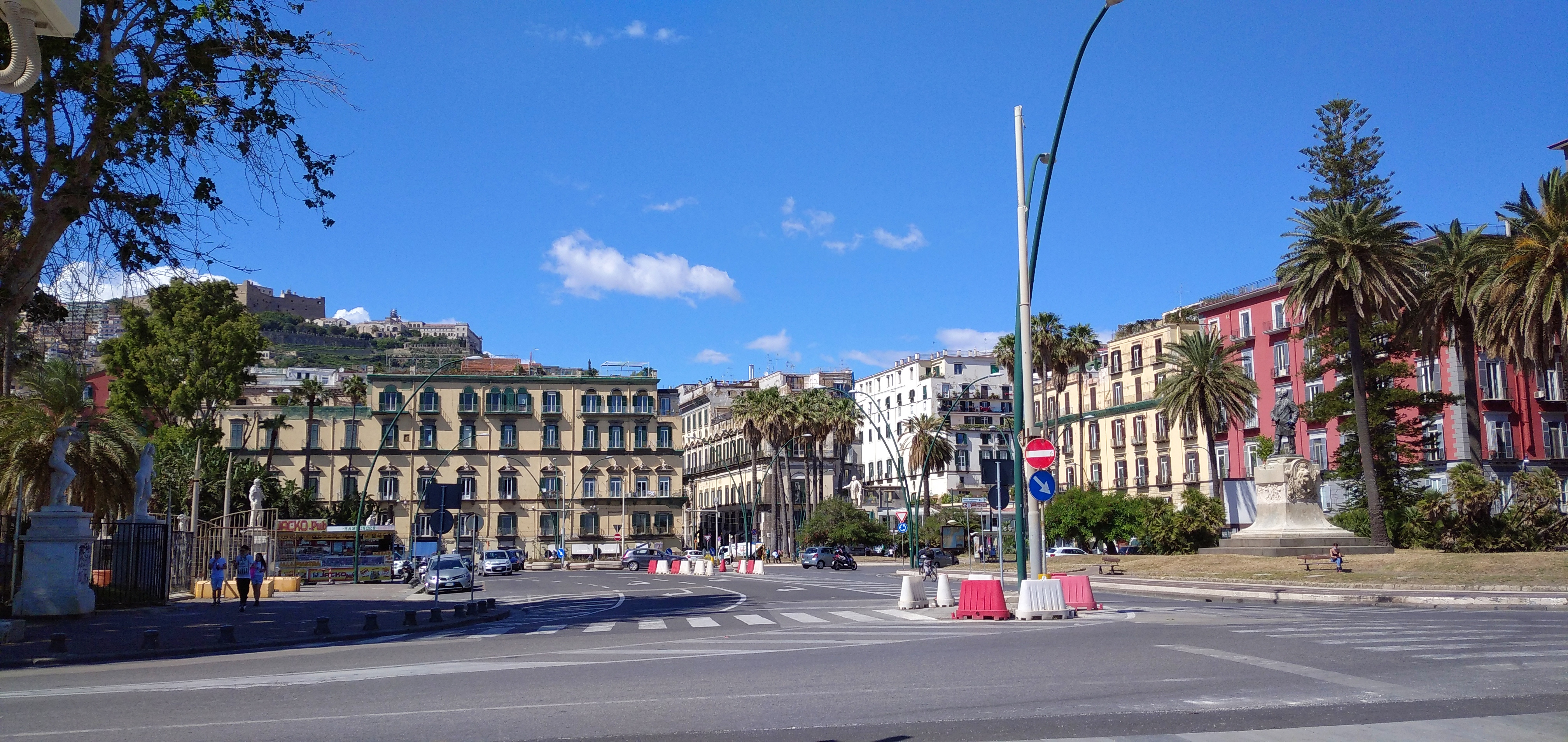
Piazza della Vittoria
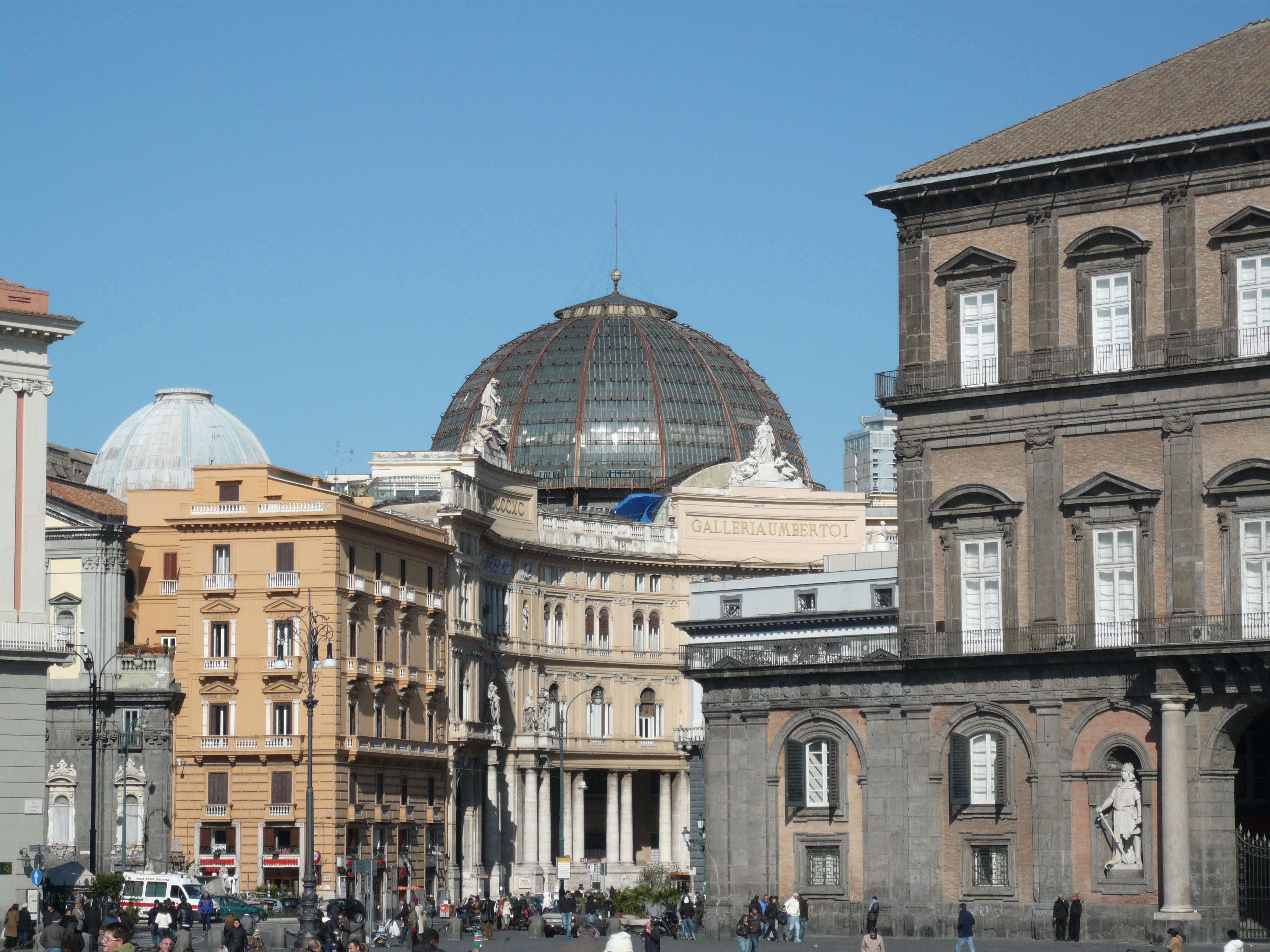
Galleria Umberto I
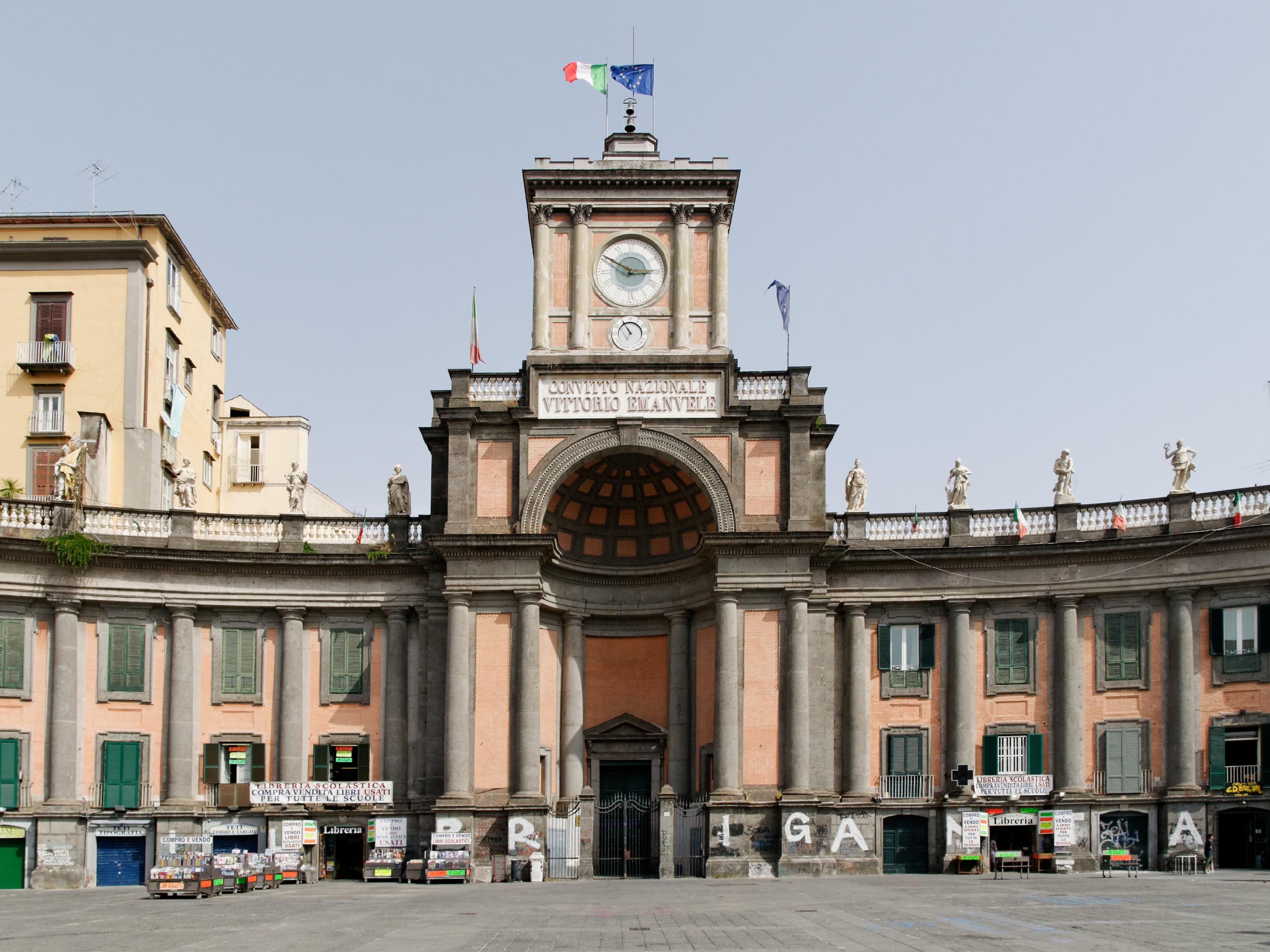
Foro Carolino
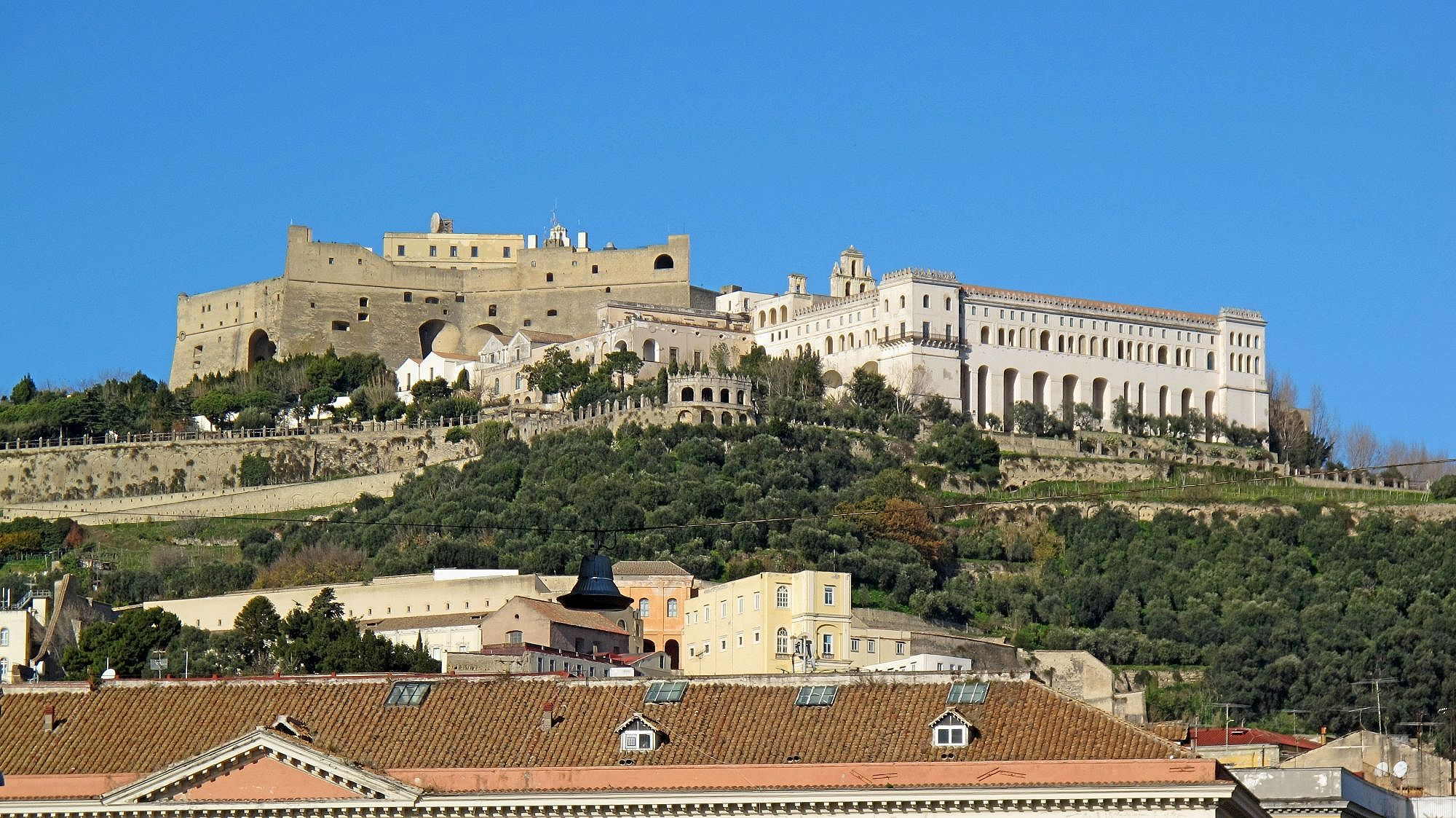
Certosa di San Martino
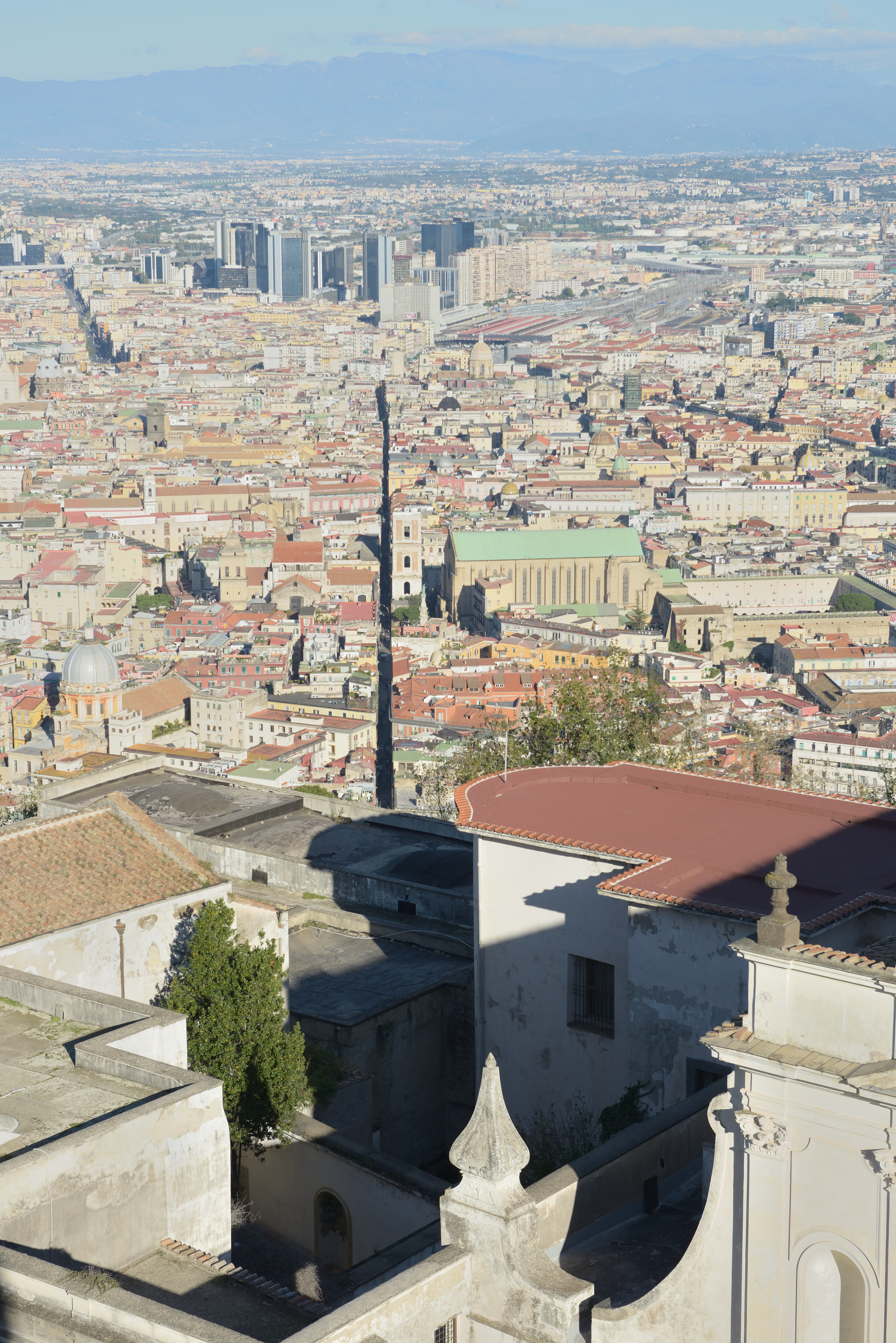
Decumano inferiore (comunemente noto come Spaccanapoli)
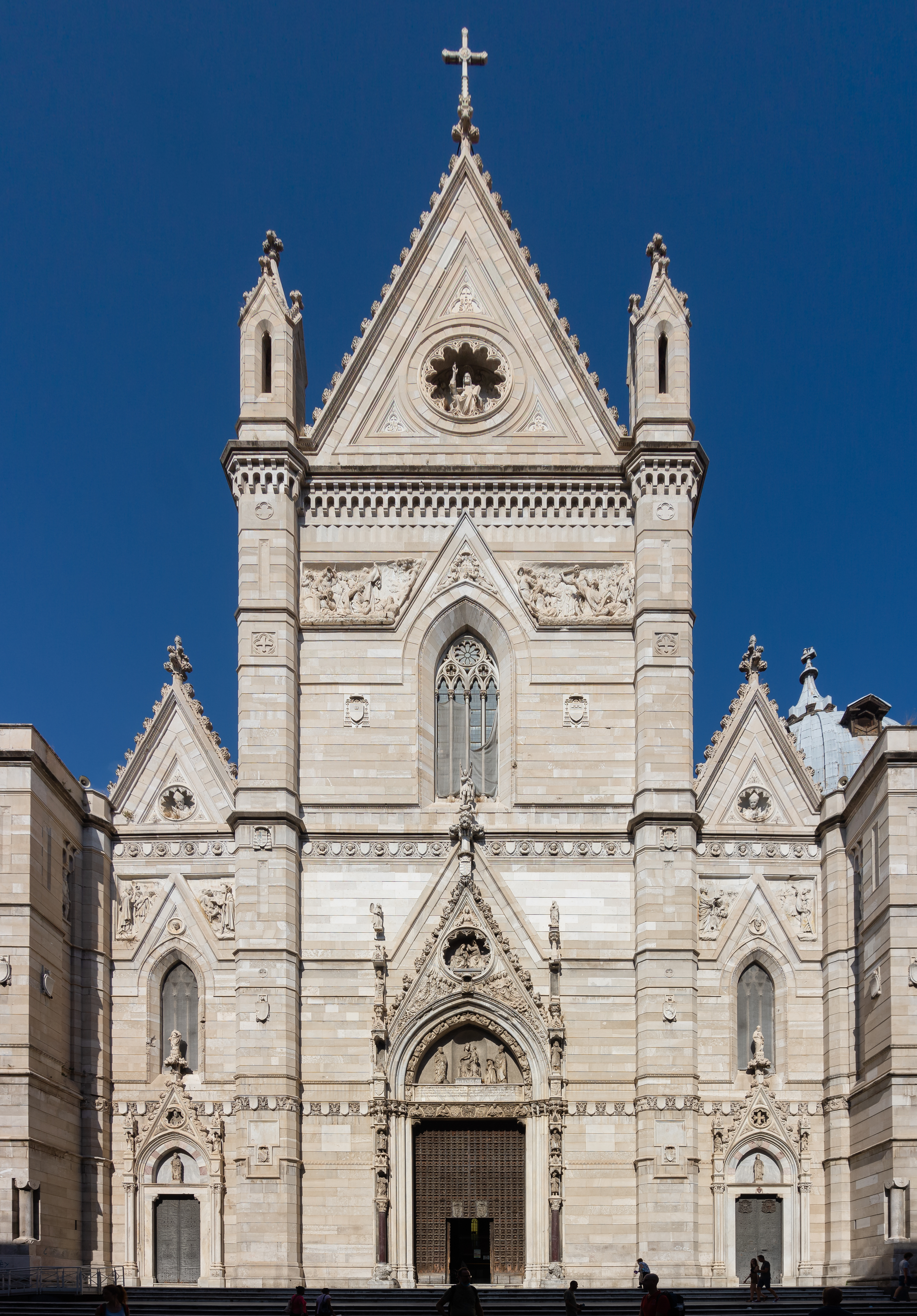
Cattedrale
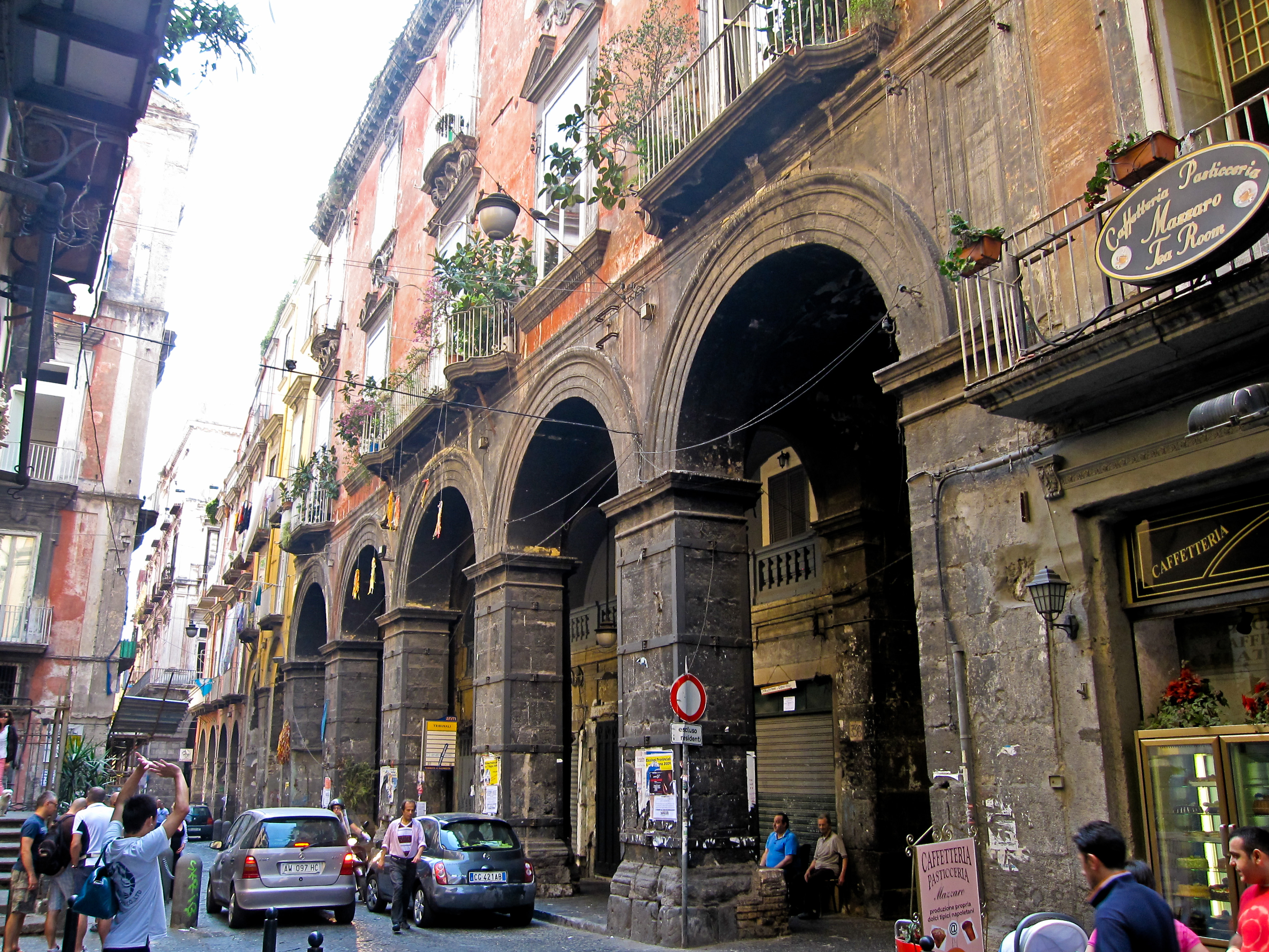
Decumano maggiore